# Lsjbot
Lsjbot – zautomatyzowany program do tworzenia artykułów w Wikipedii opracowany w 2009 r. przez Larsa Sverkera Johanssona, pierwotnie dla szwedzkojęzycznej Wikipedii. 
Bot koncentrował się przede wszystkim na artykułach o organizmach żywych i pojęciach geograficznych (takich jak opisy rzek, tam czy gór). Działalność bota jest obecnie zatrzymana ze względu na decyzje społeczności wersji językowych Wikipedii, które rozwijał.
Odpowiada on za powstanie od 80 do 99% haseł na Wikipediach w języku szwedzkim i cebuańskim. Program potrafił tworzyć 10 000 haseł dziennie. Żona autora bota jest rodowitą użytkowniczką języka cebuańskiego, stąd też aktywność programu w tej właśnie wersji językowej.